# Beihania philbyi
Beihania philbyi är en fjärilsart som beskrevs av Edward P. Wiltshire 1980. Beihania philbyi ingår i släktet Beihania och familjen nattflyn. Inga underarter finns listade i Catalogue of Life.